# Sabinius
Sabinius est un nom de personne latin.
Il a une allure de nom de gens (l'équivalent de notre nom de famille chez les Romains), du fait qu'il comporte la finale -ius.
Marie-Thérèse Morlet (NPAG, tome III, 1985) indique que Sabinius est un dérivé du cognomen Sabinus, nom pouvant être un gentilé (le « Sabin »).
L'anthroponyme Sabinius est invoqué pour expliquer le toponyme *Sabiniacum propre à la Gaule et qui est à l'origine du nom de nombreuses communes françaises : Savigny, Savigné, Savignac, etc.